# USS Kentucky (BB-6)
El USS Kentucky (BB-6) fue el segundo y último acorazado tipo pre-dreadnought de la clase Kearsarge construido por la Armada de los Estados Unidos en la década de 1890. Diseñados para la defensa costera, los acorazados clase Kearsarge tenían un francobordo bajo y un blindaje pesado. Las embarcaciones tenían un armamento de cuatro cañones de 330 mm, y cuatro de 203 mm en una disposición inusual en torretas de dos niveles. Su quilla fue puesta en el astillero de Newport News Shipbuilding Company, en Virginia, el 30 de junio de 1896. Fue botado el 24 de marzo de 1898 y puesto en servicio el 15 de mayo de 1900.
En sus veinte años de servicio, el Kentucky no participó en combates. Entre 1901 y 1904, sirvió en el este de Asia, y de 1904 a 1907 navegó en el Atlántico. En 1907 se incorporó a la Gran Flota Blanca en su viaje por todo el mundo, regresando a los Estados Unidos en 1909. Fue modernizado entre 1909 y 1911, pero no volvió a entrar en operación hasta 1915, cuando navegó a las costas de México para participar en la intervención estadounidense en la Revolución Mexicana, donde permaneció hasta 1916. De 1917 hasta su baja el 29 de mayo de 1920, sirvió como buque escuela. Fue vendido como chatarra el 24 de marzo de 1923.

## Diseño

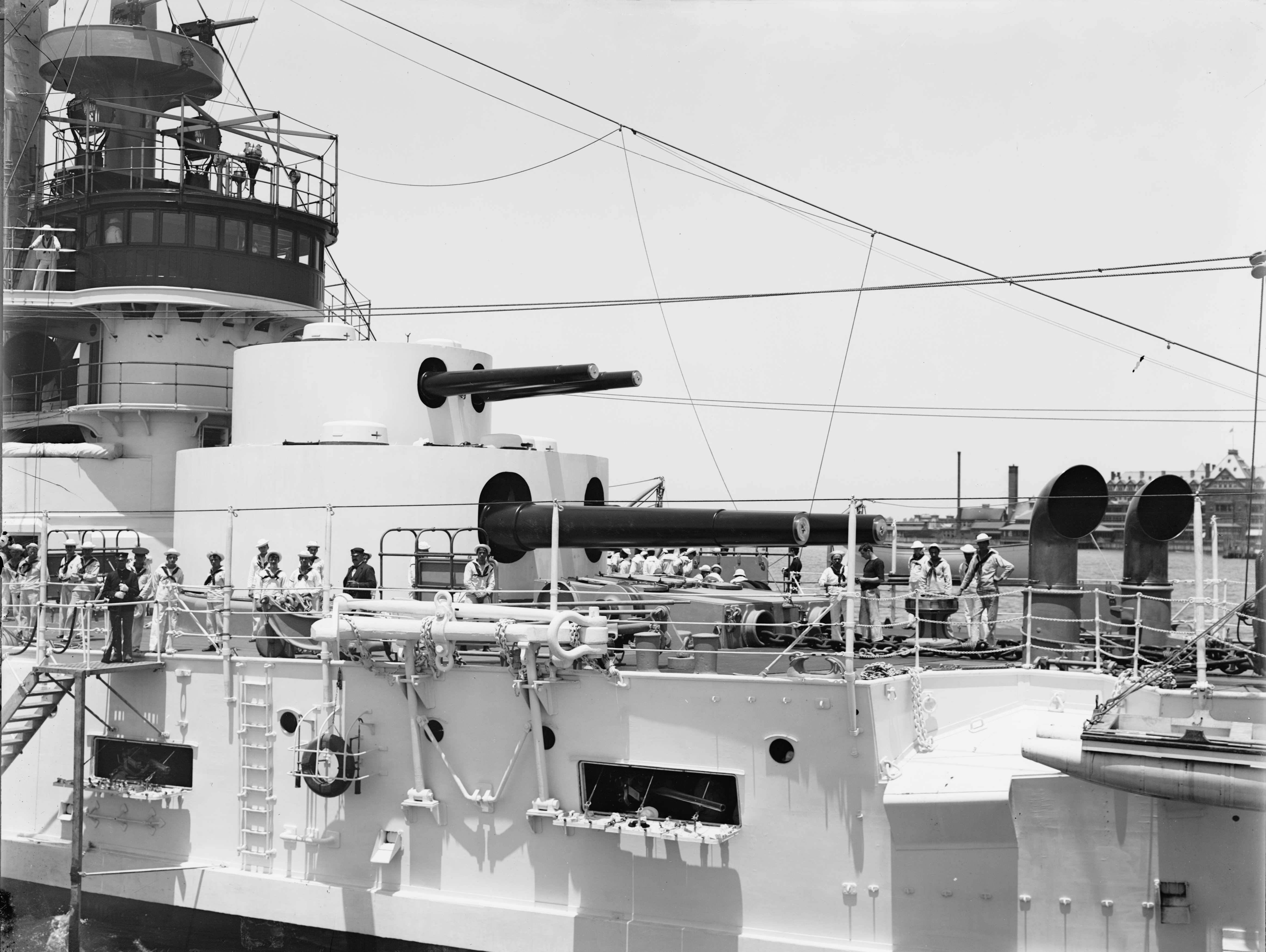
Torreta doble del Kentucky, entre 1900 y 1901

Los acorazados de la clase Kearsarge fueron diseñados para la defensa costera. Tenían un desplazamiento de 11 540 toneladas cortas, una eslora total de 114.40 m, una manga de 22.02 m, y un calado de 7.16 m. Los dos motores de vapor verticales de triple expansión de 3 cilindros y sus cinco calderas Scotch, conectadas a dos ejes de hélices, producían un total de 11 674 caballos de fuerza (8705 kW), que le daban una velocidad máxima de 16.82 nudos (31.14 km/h). Tenía una tripulación de 40 oficiales y 514 soldados.
El Kentucky, igual que el Kearsarge, tenía dos torretas dobles, con dos cañones calibre 330 mm/35 y dos cañones calibre 203 mm/40 respectivamente, apilados en dos niveles. Los cañones y el blindaje de las torretas fueron diseñados por la Oficina de Artillería, mientras que la torreta en sí, fue diseñada por la Oficina de Construcción y Reparaciones. Esto provocó que los cañones fueran montados al fondo de las torretas, haciendo que las portas fueran demasiado grandes. Como resultado, un proyectil disparado hacia una porta podría haber alcanzado los pañoles inferiores, deshabilitando los cañones. Además de estos cañones, el Kentucky tenía catorce cañones calibre 127 mm/40, veinte cañones de 6 libras (57 mm), ocho de 1 libra (37 mm), cuatro metralletas de 7.6 mm, y cuatro tubos lanzatorpedos de 450 mm. El Kearsarge tenía un francobordo muy bajo, lo que hizo que sus armas fueran inútiles en mal clima.
El cinturón blindado en la línea de flotación era de 130 a 420 mm de grosor, y las torretas principales estaban protegidas por 380 a 430 mm de blindaje, mientras que las torretas secundarias tenían de 150 a 280 mm de blindaje. Las barbetas tenían de 320 a 380 mm de grosor, mientras que la torre de mando tenía 250 mm de blindaje. El blindaje estaba hecho de acero cementado.

## Construcción
El Kentucky fue autorizado el 2 de marzo de 1895, el contrato para su construcción fue adjudicado el 2 de enero de 1896, y la quilla de la embarcación fue colocada el 30 de junio de 1896 en el astillero Newport News Shipbuilding & Dry Dock Company, en Virginia. Su costo total fue de $4,998,119.43 USD. Fue bautizado el 24 de marzo de 1898 (el mismo día que su embarcación hermana, Kearsarge), por la hija del gobernador de Kentucky, William O'Connell Bradley. Fue asignado el 15 de mayo de 1900, bajo el mando del capitán Colby Mitchell Chester.

## Historial de servicio

### Primeros años
Durante el verano de 1900, el Kentucky fue acondicionado en el astillero de Nueva York. El 26 de octubre, durante el levantamiento de los bóxers, salió de Tompkinsville, Staten Island, hacia China, pasando por Gibraltar y el canal de Suez. El 5 de febrero de 1901, arribó a Manila, y el 23 de marzo reemplazó al crucero protegido Newark como buque insignia del contraalmirante Louis Kempff. Entre 1901 y 1904, el Kentucky visitó numerosos puertos en China y Japón, incluyendo Cheefo, Wusong, Nankín, los Fuertes de Taku, Hong Kong, Xiamen, Nagasaki, Kobe, y Yokohama. 
El 13 de marzo de 1904, partió de Manila, pasando por el canal de Suez y el estrecho de Gibraltar, arribando a Nueva York el 21 de mayo. Después de recibir mejoras en el astillero de Nueva York, incluyendo la adición de eyectores de humo, el Kentucky se unió al escuadrón del Atlántico Norte. El acorazado participó en la bienvenida del escuadrón del Atlántico Norte británico en Annapolis, Maryland, en octubre de 1905. Durante la insurrección cubana en 1906, transportó una guarnición de marines a Cuba, embarcándolos en Provincetown el 23 de septiembre, y desembarcándolos en La Habana, Cuba, el 1 de octubre. Se mantuvo ahí hasta el 9 de octubre, y luego regresó a Nueva Inglaterra. Participó en la feria de Jamestown, en Norfolk, Virginia, el 15 de abril de 1907, y luego participó en ejercicios navales en la costa de Nueva Inglaterra.

### Gran Flota Blanca

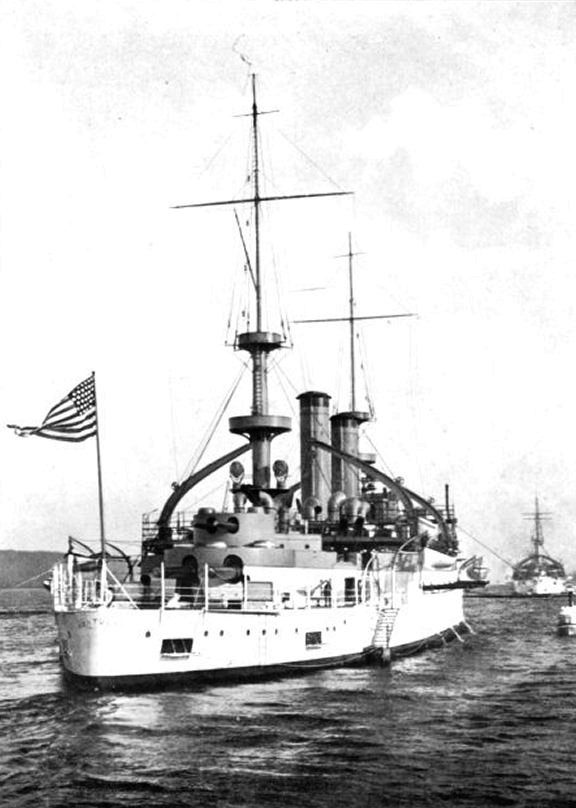
El Kentucky en Sídney, como parte de la Gran Flota Blanca a finales de agosto de 1908

En 1907, el presidente Thedore Roosevelt ordenó a la Gran Flota Blanca dar la vuelta al mundo como demostración del poderío de la Armada de los Estados Unidos. El Kentucky fue adjuntado a la 4.ª División del Segundo Escuadrón, y fue comandado por el capitán Walter Cowles, mientras que la flota en conjunto fue comandada por el contraalmirante Robley Evans. El 16 de diciembre de 1907, la flota saludó al yate presidencial Mayflower, y partió de Hampton Roads, después navegaron hacia el sur, pasando por la isla Trinidad y Río de Janeiro, y luego cruzaron el estrecho de Magallanes. De ahí viajaron a la costa oeste de Sudamérica, visitando Punta Arenas y Valparaíso, en Chile, Callao, en Perú y la bahía de Magdalena, en México. La flota llegó a San Diego el 14 de abril de 1908 y se movió a San Francisco el 6 de mayo. Dos meses después, los buques de guerra navegaron a Honolulu, Hawái, y de ahí a Auckland, en Nueva Zelanda, llegando el 9 de agosto. La flota visitó Sídney, Australia, el 20 de agosto, y después de una semana navegaron a Melbourne.
El Kentucky partió de Albany, al oeste de Australia, el 18 de septiembre, hacia puertos en las Filipinas, Japón, China y Sri Lanka, antes de cruzar el canal de Suez. La flota se dividió en Puerto Saíd, con el Kentucky partiendo el 10 de enero de 1909 hacia Malta, y llegando a Argel el 24 de enero, antes de reunirse con la Gran Flota en Gibraltar el 1 de febrero. Regresó a Hampton Roads el 22 de febrero, y pasó revista para el presidente Theodore Roosevelt.

### Servicio posterior

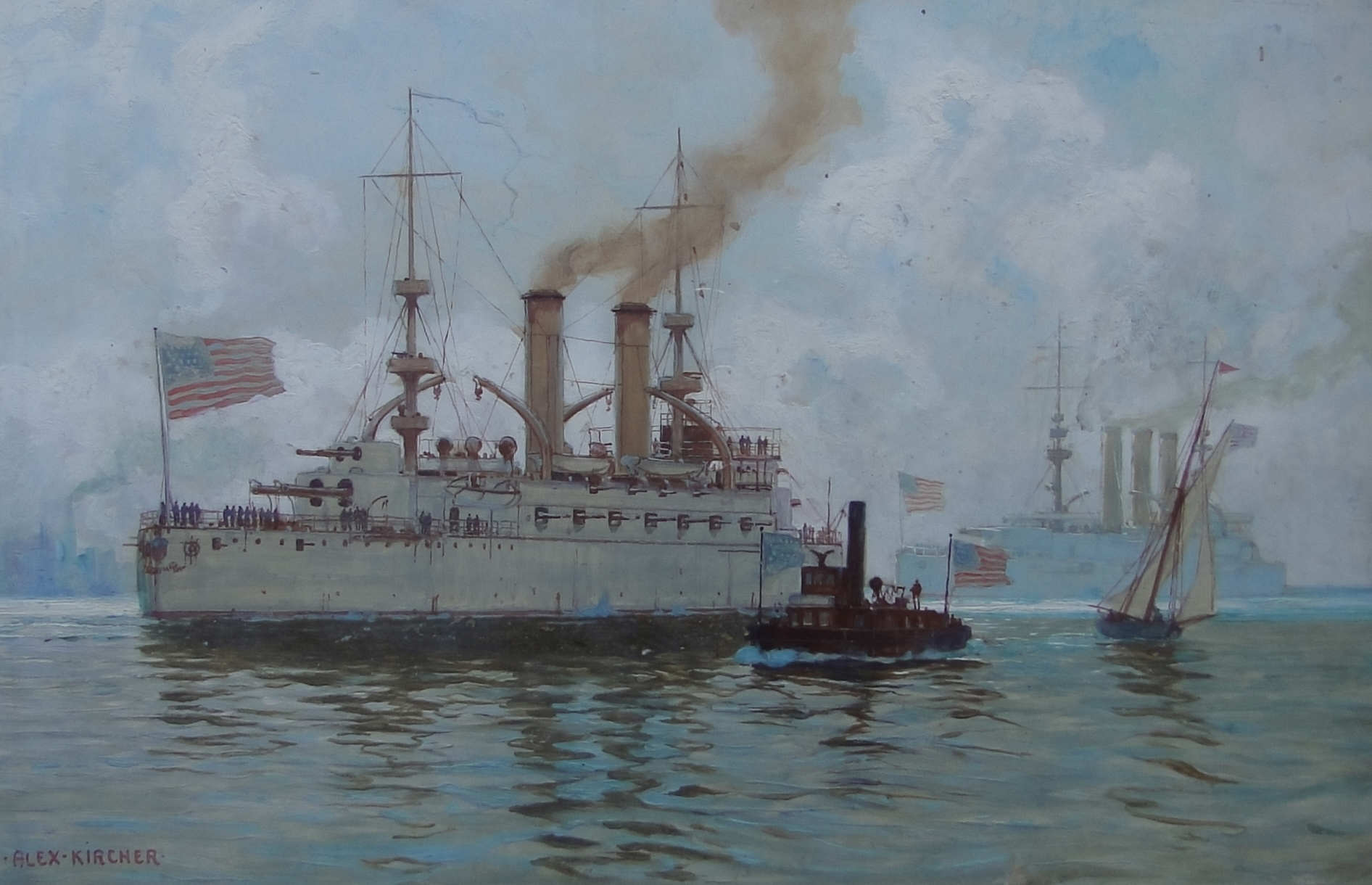
Pintura del Kentucky. Autor: Alexander Kircher; 1908

Como la mayoría de embarcaciones de la Gran Flota Blanca, el Kentucky fue modernizado a su regreso. Fue dado de baja el 28 de agosto de 1909 en el astillero de Filadelfia, y su modernización fue terminada en 1911, con un costo de $675,000 USD. Le fueron instalados mástiles de celosía, nuevas calderas de tubos de agua, y cuatro cañones más de 127 mm. Le fueron retirados los cañones de 1 libra, así como dieciséis de 6 libras. Fue puesto de nuevo en servicio el 4 de junio de 1912 con la Segunda Reserva, y el 31 de mayo de 1913 fue transferido a la flota de la Reserva del Atlántico, en Filadelfia.
El 11 de septiembre de 1915, tras la ocupación estadounidense de Veracruz, navegó hacia México, llegando al puerto de Veracruz el 28 de septiembre. Permaneció ahí durante la Revolución Mexicana, hasta el 2 de junio de 1916. Regresó a Filadelfia el 18 de junio de 1916 después de haber parado en la base naval de la bahía de Guantánamo y en Santo Domingo. De julio a septiembre, entrenó a milicianos cerca de Block Island, Boston, y el 2 de octubre regresó a Nueva York, entrando al astillero el 2 de enero de 1917, donde permaneció hasta que los Estados Unidos entraron a la Primera Guerra Mundial. Arribó a Yorktown, Virginia el 2 de mayo, y entrenó a reclutas a lo largo de la costa del Atlántico, de la bahía de Chesapeake al estrecho de Long Island. Durante la guerra, entrenó a varios miles de hombres, en 15 grupos de reclutas.
El Kentucky fue reacondicionado en el astillero de Boston, empezando el 20 de diciembre de 1918. El 18 de marzo del siguiente año, partió para ejercicios en la bahía de Guantánamo, Norfolk, y a lo largo de la costa de Nueva Inglaterra. Entre el 29 de mayo y el 30 de agosto de 1919, entrenó a guardamarinas de la Academia Naval de los Estados Unidos. Después de la Primera Guerra Mundial, Estados Unidos aceptó el Tratado naval de Washington, cuyo objetivo era prevenir una carrera armamentista naval limitando el tamaño de las flotas de los países signatarios. Como resultado, varias embarcaciones viejas y obsoletas fueron desechadas, incluido el Kentucky. Fue dado de baja el 29 de mayo de 1920. Su nombre fue retirado del Registro Naval de Embarcaciones el 27 de mayo de 1922, y fue vendido como chatarra el 24 de marzo de 1923.

#### Libros
- Albertson, Mark (2007). U. S. S. Connecticut: Constitution State Battleship. Mustang, Oklahoma: Tate Publishing & Enterprises. ISBN 978-1-59886-739-8.
- Albertson, Mark (2008). They'll Have to Follow You!: The Triumph of the Great White Fleet. Mustang, Oklahoma: Tate Publishing & Enterprises. ISBN 978-1-60462-145-7.
- Breyer, Siegfried (1973). Battleships and Battlecruisers of the World, 1905–1970. London: Macdonald and Jane's. ISBN 0-356-04191-3.
- Chesneau, Roger; Koleśnik, Eugène M.; Campbell, N.J.M. (1979). Conway's All the World's Fighting Ships, 1860–1905. London: Conway Maritime Press. ISBN 0-85177-133-5.
- Clark, Thomas D.; Lane, Margaret A. (2002). The People's House: Governor's Mansions of Kentucky. Lexington, Kentucky: University Press of Kentucky. ISBN 0-8131-2253-8.
- Crawford, Michael J. (2008). The World Cruise of the Great White Fleet: Honoring 100 Years of Global Partnerships and Security. Washington, D.C.: United States Government Printing Office. ISBN 978-0-945274-59-9.
- Friedman, Norman (1985). U.S. Battleships, An Illustrated Design History. Annapolis, Maryland: Naval Institute Press. ISBN 0-87021-715-1.
- Harris, James Russell (1992). «Kentucky, U.S.S.».  En Kleber, John E., ed. The Kentucky Encyclopedia. Lexington, Kentucky: The University Press of Kentucky. p. 489. ISBN 0-8131-1772-0.
- Newhart, Max R. (1995). American Battleships: A Pictorial History of BB-1 to BB-71. Missoula, Montana: Pictorial Histories Publishing Company. ISBN 978-1-57510-004-3.
- Reilly, John C.; Scheina, Robert L. (1980). American Battleships 1886–1923: Predreadnought Design and Construction. Annapolis, Maryland: Naval Institute Press. ISBN 0-87021-524-8.
- Yarsinske, Amy Waters (1 de julio de 1999). Jamestown Exposition, Virginia: American Imperialism on Parade 2. Charleston, South Carolina: Arcadia Publishing. ISBN 0-7385-0167-0.

#### Periódicos
- «Kentucky is Launched» (PDF). Houston Daily Post. 25 de marzo de 1898. p. 4. Consultado el 1 de enero de 2013.
- «The Kentucky in Commission» (PDF). Alexandria Gazette. 15 de mayo de 1900. p. 2. Consultado el 3 de enero de 2013.
- «Condensed Telegrams» (PDF). The Honolulu Republican. 8 de noviembre de 1900. p. 2. Consultado el 2 de enero de 2013.
- «A Slight War Cloud» (PDF). The Weekly Messenger (St. Martinville, Louisiana). 17 de noviembre de 1900. p. 2. Consultado el 2 de enero de 2013.
- «Kentucky in Suez Canal» (PDF). The San Francisco Call. 22 de diciembre de 1900. p. 3. Consultado el 2 de enero de 2013.
- «The Kentucky at Manila» (PDF). The Bee (Earlington, Kentucky). 7 de febrero de 1901. p. 6. Consultado el 14 de febrero de 2013.
- «Movements of Naval Vessels» (PDF). Evening Star (Washington, D.C.). 23 de marzo de 1901. p. 2. Consultado el 7 de enero de 2013.
- «Washington Notes» (PDF). The Saint Paul Globe. 15 de octubre de 1901. p. 1. Consultado el 2 de enero de 2013.
- «Flagship New York Sails for Cavite» (PDF). The San Francisco Call. 29 de octubre de 1901. p. 3. Consultado el 2 de enero de 2013.
- «Two Admirals in the East» (PDF). Evening Star (Washington, D.C.). 3 de junio de 1901. p. 1. Consultado el 2 de enero de 2013.
- «Movements of Naval Vessels» (PDF). The Washington Times. 24 de julio de 1902. p. 7. Consultado el 2 de enero de 2013.
- «Admiral Kempff at Hong Kong» (PDF). Evening Star (Washington, D.C.). 14 de noviembre de 1901. p. 7. Consultado el 2 de enero de 2013.
- «Movements of Naval Vessels» (PDF). The Washington Times. 29 de junio de 1902. p. 6. Consultado el 2 de enero de 2013.
- «Change in Flagships» (PDF). The Washington Times. 13 de abril de 1902. p. 7. Consultado el 2 de enero de 2013.
- «Armored Cruiser New York Arrives» (PDF). Evening Bulletin (Honolulu). 8 de noviembre de 1902. p. 1. Consultado el 2 de enero de 2013.
- «Kentucky Breaks Record of World» (PDF). Daily Public Ledger (Maysville, Kentucky). 26 de mayo de 1904. p. 3. Consultado el 2 de enero de 2013.
- «Safety Device for Naval Gunners» (PDF). Palestine Daily Herald (Palestine, Texas). 26 de octubre de 1904. p. 5. Consultado el 14 de febrero de 2013.
- «Go to Meet the Prince» (PDF). The Salt Lake Tribune. 31 de octubre de 1905. p. 10. Consultado el 2 de enero de 2013.
- «Army and Navy Get Ready» (PDF). The Sun (New York City). 26 de septiembre de 1906. p. 5. Consultado el 2 de enero de 2013.
- «Warships Leave Havana» (PDF). The Bemidji Daily Pioneer. 9 de octubre de 1906. p. 4. Consultado el 2 de enero de 2013.
- «Movements of Naval Vessels» (PDF). The Sun (New York City). 6 de junio de 1916. p. 13. Consultado el 8 de enero de 2013.
- «Many States Send Naval Militiamen for Practise Cruise on Battleships» (PDF). The Ogden Standard. 25 de julio de 1916. p. 9. Consultado el 2 de enero de 2013.
- «Civilians Off on Navy Practice Cruise» (PDF). The Ogden Standard. 19 de agosto de 1916. p. 3. Consultado el 2 de enero de 2013.
- «Naval Training Cruise» (PDF). Kentucky Irish American. 2 de septiembre de 1916. p. 4. Consultado el 2 de enero de 2013.
- «Movements of Naval Vessels» (PDF). The Sun (New York City). 3 de enero de 1917. p. 12. Consultado el 9 de enero de 2013.
- «Scrapped American Battleship to Sink With Honors of War» (PDF). New York Tribune. 15 de enero de 1922. p. 12. Consultado el 2 de enero de 2013.

Publicaciones
- Bogart, Charles H. (Marzo de 2010). «USS Kentucky (BB 6) at Vera Cruz, Mexico 1915–1916» (PDF). Universal Ship Cancellation Society Log (Universal Ship Cancellation Society): 14-16. Consultado el 1 de enero de 2013.

#### Recursos en línea
- «Kentucky ». Dictionary of American Naval Fighting Ships (DANFS). Departamento de la Armada de Estados Unidos.
- «USS Kentucky (BB 6)». Naval Vessel Register. United States Navy. Archivado desde el original el 24 de octubre de 2016. Consultado el 6 de enero de 2013.

- Datos: Q3274040
- Multimedia: USS Kentucky (Battleship No. 6) (ship, 1900) / Q3274040